# Station Higashiyama
Station Higashiyama (東山駅, Higashiyama-eki) is een metrostation in de wijk Higashiyama-ku in de Japanse stad  Kyoto. Het wordt aangedaan door de Tōzai-lijn. Het station heeft twee sporen, gelegen aan een enkel eilandperron.

## Treindienst

### Metro van Kyoto
Het station heeft het nummer T10.
| 1 | ■ Tōzai-lijn | richting Kyoto Shiyakusho-mae, Karasuma Oike en Uzumasa Tenjingawa |
| 2 | ■ Tōzai-lijn | richting Misasagi, Yamashina en Rokujizō                           |

## Geschiedenis
Het station werd in 1997 geopend.
Rokujizō · Ishida · Daigo · Ono · Nagitsuji · Higashino · Yamashina · Misasagi · Keage · Higashiyama · Sanjō Keihan · Kyoto Shiyakusho-mae · Karasuma Oike · Nijōjō-mae · Nijō · Nishiōji Oike · Uzumasa Tenjingawa